# Xanthorhoe zenasaria
Xanthorhoe zenasaria là một loài bướm đêm trong họ Geometridae.